# Al-Mada’in
Al-Mada’in (arab. المدائن) – miasto w Iraku, w muhafazie Bagdad. W 2009 roku liczyło 23 206 mieszkańców.